# Amadou Haidara
Amadou Haidara (ur. 31 stycznia 1998 w Bamako) – malijski piłkarz, występujący na pozycji pomocnika w niemieckim klubie RB Leipzig oraz w reprezentacji Mali. Uczestnik Pucharu Narodów Afryki 2019, 2021 i 2023.

## Życiorys
W czasach juniorskich trenował w rodzimym JMG Bamako. 27 lipca 2016 został piłkarzem Red Bull Salzburg, a następnie został wypożyczony do FC Liefering, pierwszoligowych rezerw tego klubu. W Bundeslidze zadebiutował w barwach RB Salzburg 9 kwietnia 2017 w wygranym 1:0 meczu ze Sturmem Graz. Na boisko wszedł w doliczonym czasie gry, zastępując Valona Berishę. 1 stycznia 2019 odszedł za 18 milionów euro do niemieckiego RB Leipzig.
W reprezentacji Mali zadebiutował 6 października 2017 w zremisowanym 0:0 meczu z Wybrzeżem Kości Słoniowej. Do gry wszedł w 80. minucie, zmieniając Yvesa Bissoumę.